# Boletin Científico y Técnico del Museo Comercial de Venezuela
Boletín Científico y Técnico del Museo Comercial de Venezuela (abreviado Bol. Ci. Técn. Mus. Comercial Venezuela) fue una revista científica con ilustraciones y descripciones botánicas que fue publicada en Venezuela en el año 1927. Fue reemplazada por Trab. Mus. Comercial Venezuela.